# Weinsberger Granit

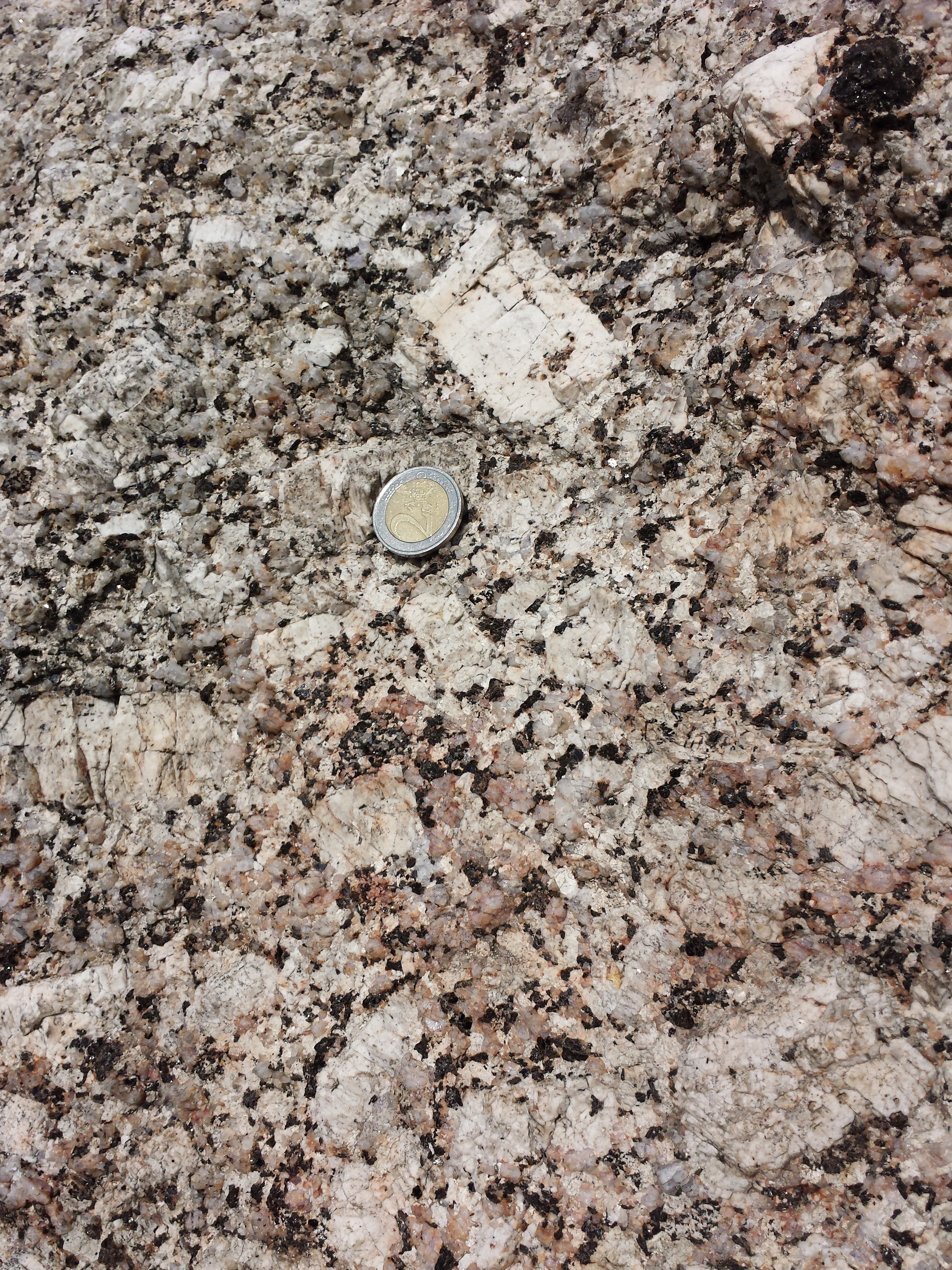
Aufschluss bei Altmelon. Gut erkennbar sind die riesigen, weißen Kalifeldspatkristalle, z. B. rechts oberhalb der Münze.

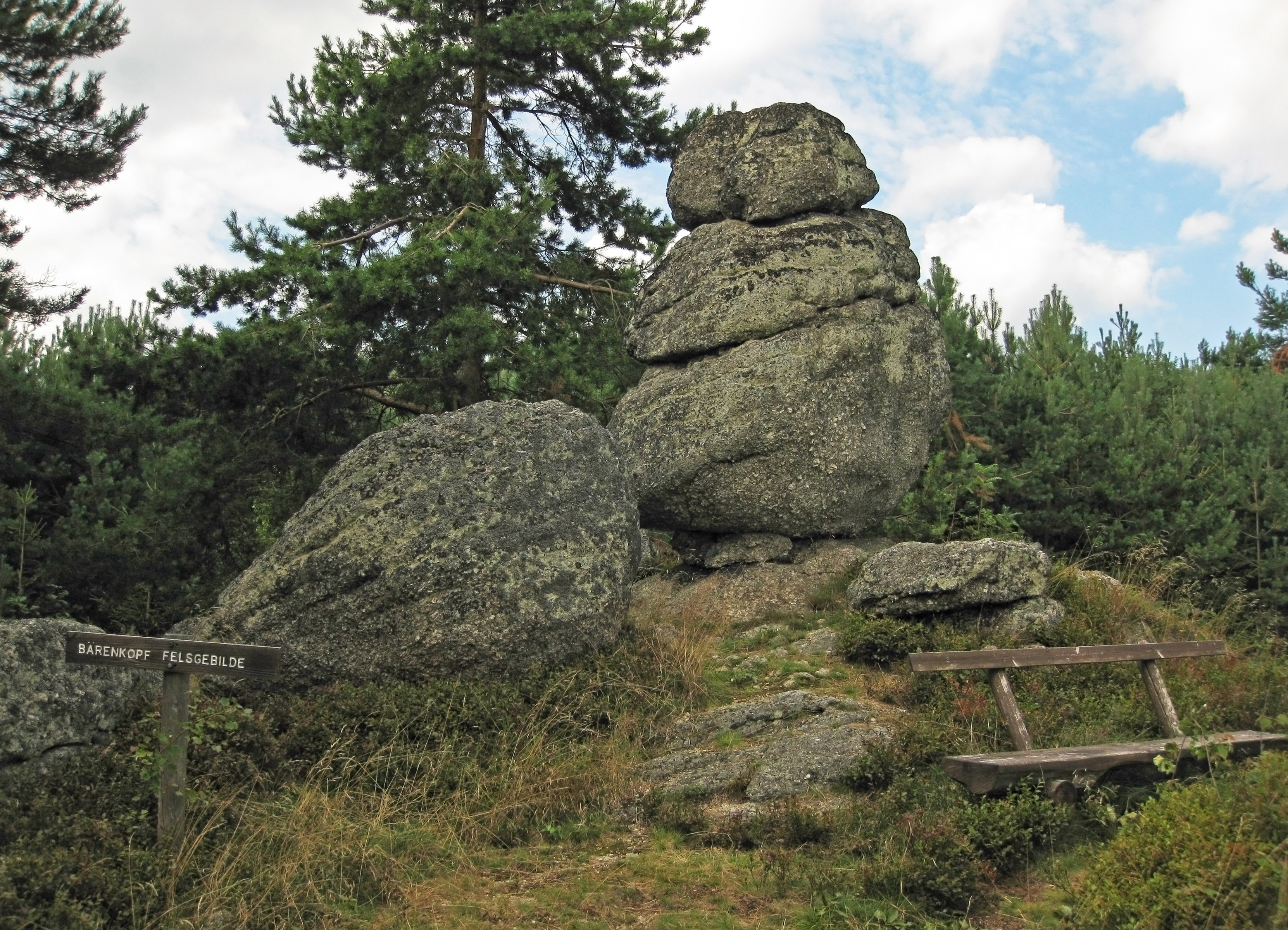
Weinsberger Granit im Naturpark Nordwald

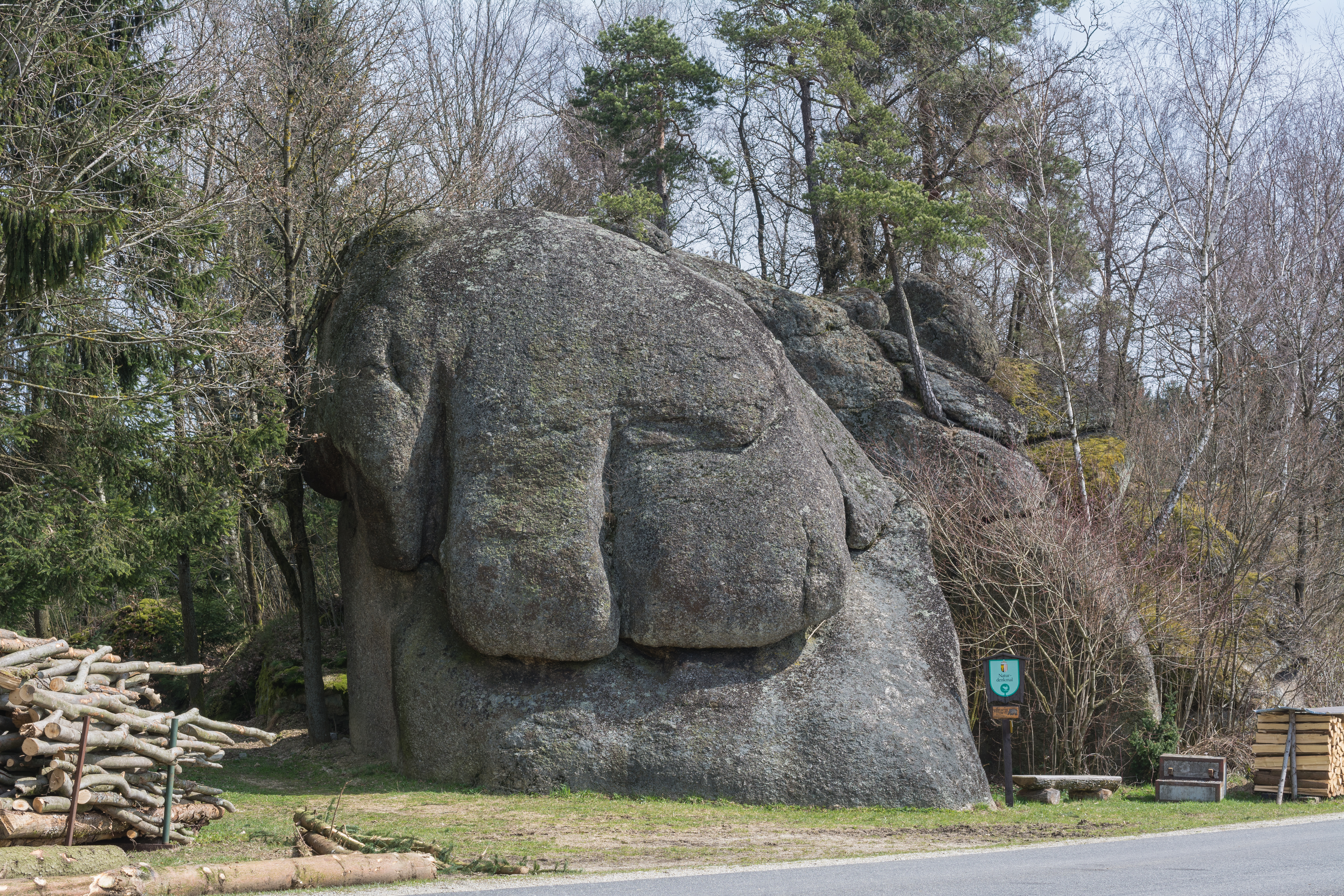
Elefantenstein aus Weinsberger Granit im Naturpark Mühlviertel

Weinsberger Granit ist ein im Waldviertel und Mühlviertel verbreiteter, vom Aussehen sehr grobkörniger Granit. Er ist Teil des Südböhmischen Plutons, der mit rund 6000 Quadratkilometern Ausdehnung auf der Erdoberfläche zu den größten Intrusionskörpern der Variszischen Orogenese gehört.

## Vorkommen und Verbreitung
Das Verbreitungsgebiet des Weinsberger Granits liegt im westlichen Waldviertel von der Donau bis knapp nördlich von Gmünd sowie im östlichen, unteren Mühlviertel bis Mauthausen, was mit rund 1000 km² mehr als dem Gebiet des namensgebenden Weinsberger Waldes entspricht. Die Rücken des Weinsberger Waldes bestehen zum größten Teil aus Weinsberger Graniten, die hier meist auch typisch ausgebildet sind. Einige langgestreckte und schmale Ausläufer lassen sich auch durch das Mühlviertel bis nach Bayern verfolgen.

## Beschreibung
Der Weinsberger Granit ist ein grobkörniger Granit mit grob- bis riesentafeligen Kalifeldspaten, sodass das weit feinkörnigere Zwischengemenge von Biotit, Oligoklas, Mikroklin und Quarz nur eine untergeordnete Fülle darstellen. Das frische Gestein ist grau, beginnende Verwitterung färbt den Granit braun bis rotbraun. Dabei lassen sich die Kalifeldspate einfach aus dem Granit lösen, was zu Wollsackverwitterung führt. Mit seiner starken Verwitterung (Vergrusung), bei der das Gestein letztlich zu Sand zerfällt, trägt er zum typischen Erscheinungsbild des westlichen Wandviertels (Blockheide Ysperklamm) bei.

## Namensgebung
Die Geologen Leo Waldmann und Alexander Köhler benannten das Gestein nach dem Weinsberger Wald, nachdem es im Laufe von 100 Jahren seinen Namen mehrmals gewechselt hatte (Porphyrartiger Granit, porphyrischer Granit, Porphyrgranit, A-Granit, Kristallgranit, Altkristallgranit).

## Verwendung
Weinsberger Granit wurde nur in Ermangelung anderer Gesteine und nur im lokalen Kontext überwiegend als Hau- und Werkstein verwendet. Er ist zwar leichter bearbeitbar als Mauthausener Granit, vergrust aber sehr rasch. Heute wird er nur mehr sehr eingeschränkt abgebaut und als Bruchstein für den Wegebau verwendet.